# Lista över småplaneter (6501–7000)
Detta är en lista över numrerade småplaneter, nummer 6501–7000.
|     | 6500             | 6600            | 6700            | 6800             | 6900          |
| --- | ---------------- | --------------- | --------------- | ---------------- | ------------- |
| 1   | Isonzo           | Schmeer         | Warhol          | Střekov          | Roybishop     |
| 2   | 1993 XR1         | Gilclark        | 1988 BP3        | Černovice        | Hideoasada    |
| 3   | 1994 CP          | Marycragg       | 1988 CH         | 1995 UK7         | 1989 XM       |
| 4   | Lehmbruck        | Ilias           | 1988 CJ         | Maruseppu        | McGill        |
| 5   | Muzzio           | Carmontelle     | Rinaketty       | Abstracta        | Miyazaki      |
| 6   | Klausheide       | Makino          | 1988 VD3        | Kaufmann         | Johnmills     |
| 7   | 1982 QD          | Matsushima      | Shigeru         | Brünnow          | Harryford     |
| 8   | Rolčík           | Davidecrespi    | Bobbievaile     | Plantin          | Kunimoto      |
| 9   | Giovannipratesi  | 1992 BN         | Hiromiyuki      | Sakuma           | Levison       |
| 10  | Tarry            | Burwitz         | Apostel         | Juanclariá       | Ikeguchi      |
| 11  | Furmanov         | 1993 VW         | Holliman        | Kashcheev        | Nancygreen    |
| 12  | de Bergh         | Hachioji        | Hornstein       | Robertnelson     | Grimm         |
| 13  | 1987 UW1         | Williamcarl     | Coggie          | Amandahendrix    | Yukawa        |
| 14  | Torahiko         | Antisthenes     | Montréal        | Steffl           | Becquerel     |
| 15  | Giannigalli      | Plutarchos      | Sheldonmarks    | Mutchler         | 1992 HH       |
| 16  | Gruss            | Plotinos        | 1990 RO1        | Barbcohen        | Lewispearce   |
| 17  | Buzzi            | Boethius        | Antal           | Pest             | 1993 FR2      |
| 18  | Vernon           | Jimsimons       | Beiglböck       | Sessyu           | Manaslu       |
| 19  | Giono            | Kolya           | Gallaj          | McGarvey         | Tomonaga      |
| 20  | Sugawa           | Peregrina       | Gifu            | Buil             | Esaki         |
| 21  | Pina             | Timchuk         | Minamiawaji     | Ranevskaya       | Janejacobs    |
| 22  | Aci              | Matvienko       | Bunichi         | Horálek          | Yasushi       |
| 23  | Clube            | Trioconbrio     | Chrisclark      | 1988 ED1         | Borzacchini   |
| 24  | Baalke           | 1980 SG         | 1991 CX5        | Mallory          | Fukui         |
| 25  | Ocastron         | Nyquist         | Engyoji         | Irvine           | Susumu        |
| 26  | Matogawa         | Mattgenge       | Suthers         | Lavoisier        | 1994 RO11     |
| 27  | Takashiito       | 1981 FT         | 1991 TF4        | Wombat           | Tonegawa      |
| 28  | Boden            | Dondelia        | 1991 UM         | Elbsteel         | Lanna         |
| 29  | Rhoads           | Kurtz           | Emiko           | Charmawidor      | Misto         |
| 30  | Adry             | Skepticus       | Ikeda           | Johnbackus       | 1994 VJ3      |
| 31  | Subashiri        | Pyatnitskij     | Hiei            | 1991 UM1         | Kenzaburo     |
| 32  | Scarfe           | Scoon           | 1992 CG1        | Kawabata         | Tanigawadake  |
| 33  | Giuseppina       | 1986 TR4        | 1992 EF         | 1993 FC1         | Azumayasan    |
| 34  | Carriepeterson   | 1987 KB         | Benzenberg      | Hunfeld          | 1994 YN2      |
| 35  | Archipenko       | Zuber           | Madhatter       | Molfino          | Morisot       |
| 36  | Vysochinska      | Kintanar        | Marchare        | Paranal          | Cassatt       |
| 37  | Adamovich        | Inoue           | Okabayashi      | Bressi           | Valadon       |
| 38  | Muraviov         | 1989 CA         | Tanabe          | Okuda            | Soniaterk     |
| 39  | Nohavica         | Marchis         | Tärendö         | Ozenuma          | Lestone       |
| 40  | Stepling         | Falorni         | Goff            | 1995 WW5         | 1972 HL1      |
| 41  | Yuan             | Bobross         | Liyuan          | Gottfriedkirch   | Dalgarno      |
| 42  | Jacquescousteau  | Henze           | Biandepei       | Krosigk          | Yurigulyaev   |
| 43  | Senna            | Morikubo        | Liu             | Heremon          | Moretto       |
| 44  | Stevendick       | Jugaku          | Komoda          | Shpak            | Elaineowens   |
| 45  | Leitus           | Arcetri         | Nishiyama       | Mansurova        | Dahlgren      |
| 46  | Kaye             | Churanta        | Zagar           | Kansazan         | 1980 RX1      |
| 47  | Vasilkarazin     | Josse           | Ozegahara       | Kunz-Hallstein   | Andrewdavis   |
| 48  | 1988 BO4         | 1991 PM11       | Bratton         | Casely-Hayford   | Gounelle      |
| 49  | Skryabin         | Yokotatakao     | Ireentje        | Doloreshuerta    | Zissell       |
| 50  | Parléř           | Morimoto        | Katgert         | 1981 QT3         | Simonek       |
| 51  | 1988 XP          | Rogervenable    | van Genderen    | Chianti          | 1985 DW1      |
| 52  | Higginson        | 1991 SJ1        | Ashley          | Nannibignami     | Niccolò       |
| 53  | Seehaus          | Feininger       | Fursenko        | Silvanomassaglia | Davepierce    |
| 54  | Takatsuguyoshida | Luleå           | Burdenko        | Georgewest       | Potemkin      |
| 55  | 1989 UU1         | Nagahama        | Solovʹyanenko   | Armellini        | Ekaterina     |
| 56  | Arcimboldo       | Yokota          | Williamfeldman  | Bethemmons       | Holbach       |
| 57  | Yokonomura       | Otukyo          | Addibischoff    | Castelli         | 1988 HA       |
| 58  | Norizuki         | Akiraabe        | Jesseowens      | 1990 ST10        | 1988 TX1      |
| 59  | Nomura           | Pietsch         | 1980 KD         | Datemasamune     | Mikkelkocha   |
| 60  | Pravdo           | Matsumoto       | 1980 KM         | Sims             | 1989 AL5      |
| 61  | Gruppetta        | Ikemura         | Haroldconnolly  | 1991 FA3         | Ashitaka      |
| 62  | Takoyaki         | 1993 BP13       | Cyrenagoodrich  | Virgiliomarcon   | Summerscience |
| 63  | Steinheim        | Tatebayashi     | Kochiny         | 1991 PX8         | 1990 OQ3      |
| 64  | Asher            | Tennyo          | Kirillavrov     | Starkenburg      | Kunihiko      |
| 65  | Reiji            | Kagawa          | Fibonacci       | Dunkerley        | Niyodogawa    |
| 66  | Shafter          | Frö             | Kharms          | Kukai            | Vietoris      |
| 67  | Shigemasa        | Sannaimura      | Shirvindt       | Kuwano           | 1991 VJ3      |
| 68  | Serendip         | 1994 GY8        | Mathiasbraun    | Seiyauyeda       | 1991 VX3      |
| 69  | Ondaatje         | Obi             | Brokoff         | Funada           | Santaro       |
| 70  | Tomohiro         | Wallach         | Fugate          | Pauldavies       | Saigusa       |
| 71  | Sigmund          | Concari         | Foerster        | Verlaine         | Omogokei      |
| 72  | Carson           | Corot           | 1988 BG4        | 1993 CN1         | Helvetius     |
| 73  | Magnitskij       | Degas           | Kellaway        | Tasaka           | Karajan       |
| 74  | Gvishiani        | Cézanne         | Vladheinrich    | 1994 JO1         | Solti         |
| 75  | Slavov           | Sisley          | Giorgini        | Golgi            | Hiroaki       |
| 76  | Kievtech         | Monet           | Dix             | Beppeforti       | Kanatsu       |
| 77  | Torbenwolff      | Renoir          | Balakirev       | Giada            | Jaucourt      |
| 78  | Zapesotskij      | Seurat          | Tosamakoto      | Isamu            | Hironaka      |
| 79  | Benedix          | Gurzhij         | Perrine         | Hyogo            | Shigefumi     |
| 80  | Philbland        | 1970 WD         | Borodin         | Hayamiyu         | Kyusakamoto   |
| 81  | Sobers           | Prokopovich     | Sheikhumarrkhan | Shifutsu         | Chirman       |
| 82  | Flagsymphony     | Makarij         | 1990 SU10       | Sormano          | Cesarchavez   |
| 83  | Destinn          | Karachentsov    | Gulyaev         | Hiuchigatake     | Komatsusakyo  |
| 84  | Ludekpesek       | Volodshevchenko | Bogatikov       | Takeshisato      | Lewiscarroll  |
| 85  | O'Keefe          | Boitsov         | 1990 VA7        | Nitardy          | 1994 UF2      |
| 86  | Seydler          | Hernius         | Doudantsutsuji  | Grote            | Asamayama     |
| 87  | Brassens         | Lahulla         | 1991 PF15       | Hasuo            | Onioshidashi  |
| 88  | 1985 RC4         | Donmccarthy     | 1991 PH15       | 1971 BD3         | 1994 WE3      |
| 89  | Jankovich        | Floss           | Milkey          | 1971 RA          | Hoshinosato   |
| 90  | Barolo           | Messick         | Pingouin        | Savinykh         | Toya          |
| 91  | Sabinin          | Trussoni        | 1991 UC2        | Triconia         | Chichibu      |
| 92  | Goya             | Antonínholý     | Akiyamatakashi  | Lana             | Minano-machi  |
| 93  | 1986 UV          | 1986 CC2        | Palazzolo       | Sanderson        | 1995 BJ4      |
| 94  | Tasman           | 1986 PF         | Masuisakura     | Macreid          | 1995 BV4      |
| 95  | Munizbarreto     | Barrettduff     | Örnsköldsvik    | 1987 DG6         | Minoyama      |
| 96  | Bittner          | Eubanks         | Sundsvall       | 1987 RE1         | Alvensleben   |
| 97  | Kreil            | Celentano       | Ostersund       | Tabei            | Laomedon      |
| 98  | Modugno          | Malhotra        | Couperin        | Saint-Marys      | Tithonus      |
| 99  | Tsuko            | Igaueno         | Citfiftythree   | Nancychabot      | Meitner       |
| 100 | Qwerty           | Kubišová        | Saragamine      | 1988 XD1         | Curie         |
|     | 6600             | 6700            | 6800            | 6900             | 7000          |